# Kaigetsudō Ando
Pour l’article homonyme, voir Kaigetsudō.
Kaigetsudō Ando est un nom japonais traditionnel ; le nom de famille (ou le nom d'école), Kaigetsudō, précède donc le prénom (ou le nom d'artiste) Ando.
Kaigetsudō Ando (壊月堂安度) fut un peintre japonais de renom, qui vécut de 1671 à 1743, selon les dates traditionnellement admises. 

## Biographie
Okazaki Genshichi de son véritable nom, il fut le fondateur de l'école Kaigetsudō, l'une des plus célèbres de l'ukiyo-e.
Contrairement à plusieurs de ses élèves, il ne réalisa que des peintures, jamais d'estampes (gravures sur bois). On lui en attribue aujourd'hui vingt-huit.
Ando vivait dans le quartier de Suwa-chō d'Asukasa, à Edo, très près du Senso-ji, et sur une route importante menant au quartier de Yoshiwara.
En activité de 1700 à 1714 environ (date à laquelle il fut banni à la suite d'un scandale impliquant une dame d'honneur de la cour du shogun et un acteur de kabuki), il a été dit de lui que sa formation initiale fut la peinture d'ema, ces tablettes votives de bois vendues dans les temples Shinto.
Un élément caractéristique de son style est l'usage du vide qui entoure ses personnages, élément qui correspondrait bien avec le style des ema; cette théorie est appuyée par le fait qu'il vivait au bord de la route principale, où passaient quotidiennement un grand nombre de pèlerins et de voyageurs. 
Certains spécialistes réfutent cette théorie, mais il est néanmoins évident que Ando (Yasunobu) était étroitement associé aux courants de culture, de littérature et d'art populaires de l'époque. Son style montre des influences du père de la peinture ukiyo-e, Moronobu.
Remarque
Les caractères d'origine chinoise 安度 se prononcent An-Do en lecture chinoise. En lecture japonaise, ils peuvent également se lire comme Yasu-Nobu, ou Yasu-Nori, ce qui peut prêter à confusion et faire croire qu'il s'agit de deux artistes différents. On verra ainsi parfois Kaigetsudō Ando désigné sous le nom de Kaigetsudō Yasunobu, ou Yasunori. La même remarque vaut pour ses élèves (Anchi pouvant alors se prononcer Yasutomo en « lecture japonaise »).

## Style
Ando fut un peintre de bijin-ga, la peinture de jolies femmes, et, à son époque, lui et son école monopolisèrent largement la production d'images des courtisanes du Yoshiwara, le quartier des plaisirs d'Edo. 
Son style se caractérise par des portraits en pied sur fond vide de belles dames somptueusement vêtues de kimonos chatoyants.
Le trait est caractéristique par son recours à des pleins et des déliés qui accentuent les plis et les courbes du kimono.
Les kimonos font généralement l'objet d'un traitement très soigné, non seulement par les couleurs lumineuses et leurs dégradés subtils, mais aussi par leurs motifs particulièrement recherchés.
Les silhouettes enfin adoptent assez souvent une attitude « en S » très caractéristique, la tête légèrement penchée en avant, les épaules rejetées en arrière, dans une pose un peu cambrée.  
Bien entendu, on retrouvera fréquemment ces différents aspects dans les œuvres de ses élèves, même si ceux-ci n'ont pas toujours retrouvé l'élégance du maître.